# 無罪推定の原則
無罪推定の原則（むざいすいていのげんそく、英語: Presumption of innocence）は、「何人も有罪と宣告されるまでは無罪と推定される」という、近代法の基本原則のこと。推定無罪の原則（すいていむざいのげんそく）、仮定無罪の原則とされる場合もある。

## 定義
狭義では刑事裁判における立証責任の所在を示す原則であり、「検察官が被告人の有罪を立証しない限り、被告人に無罪判決が下される（即ち、被告人は自らの無実を証明する責任を負担しない）」ということを意味する（刑事訴訟法336条など）。広義では、有罪判決が確定するまでは、何人も犯罪者として取り扱われない（権利を有する）ことを意味する。
無罪の推定という表現が本来の趣旨に忠実であり（presumption of innocence）、刑事訴訟法学ではこちらの表現が使われる。国際人権規約B規約14条2項などでは、仮定無罪の原則という別用語が用いられることもある。
この原則は刑事訴訟における検察官・被告人の側から表現されている。これを裁判官の側から表現した言葉が「疑わしきは罰せず」・「疑わしきは被告人の利益に」である。この表現から利益原則と言われることもあるが、上述の通り、「疑わしきは罰せず」より無罪の推定の方が広い。

## 根拠
日本では「被告事件について犯罪の証明がないときは、判決で無罪の言渡をしなければならない」と定める刑事訴訟法336条が、「疑わしきは被告人の利益に」の原則を表明したものだと理解されている。
また、法律の適正手続（デュー・プロセス・オブ・ロー）一般を保障する条文と解釈される日本国憲法第31条に無罪推定の原則（狭義）が含まれると解釈されている。
もっとも、「無罪の推定」（英: presumption of innocence）は、「疑わしきは被告人の利益に」（ラテン語: in dubio pro reo）の原則より広く、被疑者・被告人は、有罪の犯人と区別し、むしろ無辜の市民として扱われるべきだという意味として捉えられており（広義の無罪推定の原則、別名「仮定無罪の原則」）、国際的にも定着している。
これは、国際人権規約にも明文化されており、日本も批准している。そのB規約（自由権規約）14条2項にて、権利の形で明確に保障している。

## 歴史

### 制度化の歴史
近代法制以前、無罪推定の原則を定めたのは、バビロニア（現イラク南部）のハンムラビ王が公布した世界最古の法典『ハンムラビ法典』であり、これが他の文明社会にも伝播していった。したがって、西アジアに始まる法原則であり、ヨーロッパ発祥ではない。
フランス人権宣言（1789年）第9条において
と規定されたのに始まり、現在では、市民的及び政治的権利に関する国際規約第十四の二や、人権と基本的自由の保護のための条約第六条など各種の国際人権条約で明文化され、近代刑事訴訟の大原則となっている。

## 報道との関係
無罪推定は、元来、国家と国民との関係を規律する原則であり、報道機関を直接拘束しないとも考えられている。しかし、無罪推定は裁判所・検察官を規律する、証明責任の分配ルールである「疑わしきは被告人の利益に」の原則に留まらず、「有罪判決が確定する」までは「容疑者・被告人は無辜の市民に近づけて扱われるべき」だという人権保障の原理であるとの理解が一般的で、かつ国際的にも定着していることから、私人である報道機関による報道被害も無罪推定との関係で語られるようになってきている。
日本においては、有罪（ないし無罪）が確定する前においても、マスメディアでの実名報道などがごく一般的で、逮捕した時点で被疑者の実名、年齢・職業もあますことなく報道され、その結果、仮に裁判で「無罪が確定」し、被逮捕者を「○○さん」付けにして報道したところで、本人や家族を救済する法制度が存在しないため、実名報道の影響で苦しむケースが存在する。
松本サリン事件では、第一通報者が「重要参考人」とされて以降（起訴や逮捕はされていない）、地下鉄サリン事件によってオウム真理教の関与が判明するに至るまで、深刻な報道被害が巻き起こることになった。似た事例として、富山・長野連続女性誘拐殺人事件や首都圏女性連続殺人事件がある。またネットが普及した現在では、スマイリーキクチ中傷被害事件のように逮捕にすら至っていないにも関わらず、憶測のまま中傷が起こるケースも存在する。

### マスコミによる容疑者・被告の使用例
報道においては、逮捕された被疑者について人権上の配慮などから呼び捨てを避けるため、実名の後ろに「○○容疑者」という呼称を付ける表記が一般的になっている。逮捕状が出て指名手配されている場合も同様だが、事件の内容によっては、記事やニュースの2回目以降は必ずしも「○○容疑者」とする必要はなく、肩書きや敬称を付けることも可能だ。
特に役職に絡んだ容疑で逮捕された場合に多く、2020年東京オリンピック・パラリンピックの贈収賄事件で、日本オリンピック委員会の元理事やスポンサー企業の元会長らをすべて「○○容疑者」と表記してしまうと分かりにくくなるため、新聞では初出のみ容疑者とし2回目からは元理事、元会長などの肩書きにした事例などがある。公共放送のNHKにおいても、会社社長、役員、公務員（警察官、自治体職員など）など、一定の社会的地位や職業のある被疑者・被告人に関して、最初に「会社社長の○○容疑者」と呼び、その後、辞職（辞任）・懲戒解雇（懲戒免職）された場合は一貫して「○○（元）社長」、「○○（元）巡査」「元○○で無職」のように「役職」（肩書き）をつけて報道することがしばしばみられるが、被疑者が無職または平社員・アルバイト・パートなど役職と容疑が無関係な場合は「○○容疑者」の呼称のみを用いており、被疑者全員を一律に「○○容疑者」に統一するルールが整備されていない。
事件と関係のない記事で容疑者呼称をする必要もなく、容疑者は呼び捨てにされるのが一般的だった時代のロッキード事件では、被疑者の田中角栄が特に政治活動をしている際は「田中元首相」と表記していた。
「容疑者」の呼称は逮捕されて身柄が拘束され、なおかつ起訴されていない人物に使うのが原則のため、不起訴処分などで釈放された場合や、そもそも逮捕されず任意捜査にとどまった場合も肩書きが使用される場合がある。アイドルグループの1人について「○○メンバー」と表記したり、「○○司会者」とした事例などがある。こうした場合はメディアによっても対応が分かれる。
これらの事例について、読売テレビアナウンサーの道浦俊彦は、自身のコラムで「『メンバー』などの不自然な呼称を付けるのは、実名に肩書きを付けて報道するのが原則の在宅捜査に切り替わるにあたり、適当な呼称が存在しないからであり、芸能プロの圧力ではない」と述べている。
逮捕相当だが健康面など特殊な理由で逮捕されなかった被疑者や、国外の被疑者について「容疑者」呼称をするかについてもメディアにより対応は分かれる。2001年9月11日に起きたアメリカ同時多発テロ事件の首謀者であるテロリスト・オサマ・ビンラディンは、同事件で国際指名手配されている際に「ビンラディン氏」と敬称付きで報道されてきたが、『読売新聞』はいち早く「（ウサマ・）ビンラーディン」と呼び捨てで報道し、2004年10月29日にビンラディンがビデオで同事件への関与を認めると、マスメディアは一斉に「ビンラディン容疑者」に変更した。さらに『読売新聞』は、ビンラディンと同じく反米の急先鋒的存在だった独裁者サッダーム・フセインも「（サダム・）フセイン」と呼び捨てで報道していた。その一方で同新聞は、同じく反米敵対姿勢を明確に打ち出しているテロリストでありISILの指導者アブー・バクル・アル＝バグダーディーについては「（アブバクル・）バグダーディ容疑者」と呼び捨てせずに報道している。
一部の新聞では、被害者の写真は丸、被疑者の写真は四角という区別がされることがある。昭和30年代までは顔写真の形状と人物の善悪はあまり関連性がなかったが、昭和40年代に入り、新聞社は経済成長に合わせて読者の獲得を狙い社会面を中心とする増ページを行なった。社会面は顔写真を相当必要としたが、当時は鉛活字を1本1本拾って版を組む大組み処理で新聞が作られていた時代で、製版した親指の先ほどの顔の見分けは中々つきにくいので、形状で顔写真を間違えないよう区別するようになり、それが今日まで存続していると言われている。

### 現行犯逮捕における扱い
日本の法制度上、逮捕を執行した者が被疑者の犯罪事実を現認していることが多い現行犯逮捕においてもまた無罪推定が適用されるため、「○○の疑いで現行犯逮捕」と、一見すると矛盾しているかに見える表現を使用するマスコミが多い。この点について、読者・視聴者に疑問を抱かせないことを重視し、「○○で現行犯逮捕」、「○○の現行犯で逮捕」などと表現する社もあるが一部に留まる。

### 規制
日本の法制度では、（少年法や心神喪失者、または芸能人や政治家など「匿名にしようがない著名人」などを除き）実名報道を一切禁止する制度が存在せず、各メディアの自主規制頼りとなっている。
なお、ノンフィクション「逆転」事件において「前科等に関わる事実を公表されない法的利益」が表現の自由を上回る場合前科を公表することは違法と判決された事例は存在する。また、忘れられる権利について最高裁が2017年に示した判決では「プライバシー保護が事業者の表現の自由より重要な場合」削除するべきとされた。

## 現状への批判
日本では無罪推定の原則が有名無実化しているとして批判されることがある。山本七平は「『派閥』の研究」（文春文庫、1985年初出）において、「日本は法治国家ではなく納得治国家で、違法であっても罰しなくとも国民が納得する場合は大目に見て何もしないが、罰しないと国民が納得しない場合は罰する為の法律探しが始まり別件逮捕同然のことをしてでも処罰する」と述べ、「無罪の推定など日本では空念仏同然で罰するという前提の上に法探しが始まる」としている。

### 有罪率の高さ
日本では、起訴に至った場合は有罪になる可能性が高いため、「起訴＝有罪」という意識に結びついている可能性がある。例えば、2021年度の日本における刑事事件の第一審では、起訴された46,735人中で無罪となったのは88人となっており、約0.2%であった。
ただし、検挙後を基準にすると有罪になる割合は3割程度である。これは起訴される割合が低いためで、検挙後に送致される割合は7割程度、送致後に起訴される割合は3割～5割程度である。これは、検察が有罪判決をほぼ確実に得られる程度の証拠が揃わない限り起訴を控えるためであるとされる（起訴便宜主義）。

### 無罪立証の難しさ
いわゆる悪魔の証明や消極的事実の証明と呼ばれるもので、有罪を証明することは比較的容易なのに対して、無罪を証明することは極めて困難になってくる場合がある。